# Oliver Wood (ciclista)
Oliver Wood (Wakefield, West Yorkshire, 26 de novembre de 1995) és un ciclista anglès. Professional des del 2017, actualment a l'equip Team Wiggins. Combina la carretera amb la pista

## Palmarès en pista
- 2014
  -  Campió del Regne Unit en Scratch
  -  Campió del Regne Unit en Madison (amb Andrew Tennant)
  -  Campió del Regne Unit en Persecució per equips
- 2015
  -  Campió d'Europa sub-23 en Persecució per equips (amb Christopher Latham, Germain Burton i Matthew Gibson)
  -  Campió del Regne Unit en Puntuació
  -  Campió del Regne Unit en Persecució per equips

### Resultats a laCopa del Món en pista
- 2016-2017
  - 1r a Glasgow, en Persecució per equips
- 2017-2018
  - 1r a Manchester, en Persecució per equips